# 德国学生军
德国学生军（ Korps； 德語發音：[ˈkoːɐ] (sg.), [ˈkoːɐs] (pl.)）是現存最古老的学生社团（Studentenverbindung）類型，是德國傳統的大學组织；他們的根源可以追溯到 15 世紀。今天仍然存在的最古老的学生军軍團成立於1789年。其成員被稱為軍團學生（Corpsstudenten）。学生军屬於學生聯誼會的傳統，他們穿著顏色和練習學術擊劍。
該軍團由兩個聯合會組成，即 Kösener Senioren-Convents-Verband (KSCV) 和 Weinheimer Senioren-Convent (WSC)。他們總共有 162 個軍團，遍布德國、奧地利、比利時、愛沙尼亞、拉脫維亞、匈牙利、瑞士和立陶宛。
德國學生團傳統上是從貴族、皇室和社會精英中招募的，並且傳統上被視為比其他德國學生聯誼會（如天主教的教团协会（Cartellverband）和学生同盟（Burschenschaften））更具貴族和精英主義。他們認為寬容和個性是關鍵原則，並植根於德國理想主義。總的來說，他們在政治觀點上普遍保守，但不像兄弟會那樣右翼和民族主義。與許多其他學生聯誼會不同，軍團向所有國籍和宗教的學生開放。雖然不同，但軍團在某些方面與美國的大學聯誼會相似，並有許多相同的目的。